# José Francisco Milla Guevara
José Francisco Milla Guevara (Gracias, 1789  - Honduras, ?) fue un político de inclinación liberal, jefe de Estado de Honduras entre 22 de marzo de 1832 al 1 de julio de 1833.

## Biografía
José Francisco Milla Guevara, nació en Gracias a Dios, actual ciudad de Gracias departamento de Lempira, Honduras. Sus padres fueron Juan Manuel Milla Villa y la señora Tomasa Guevara, en consecuencia era primo hermano del Teniente General José Justo Milla Pineda.
José Francisco Milla estudió en el Colegio Seminario de  Guatemala y de inclinación hacia el Partido Liberal.

## Jefatura de Estado
Debido a los problemas de salud de José Antonio Márquez en 1832 el Consejero de estado Francisco Guevara fue designado para que recayera la jefatura de Estado de Honduras en fecha 22 de marzo. En su periodo de gobierno la creciente afluencia del conservadurismo le llevó a separarse de la  Federación Centroamericana. Márquez fallecería el 26 del mismo mes y año.
El abogado José María Cornejo, era el Jefe Supremo de El Salvador y no apoyaba la disolución de la República Federal, pero Milla Guevara era de la idea de que Honduras se separase de la Federación Centroamericana en los estados que la componían, hecho que no se realizaría hasta años después; pero comenzarían conflictos dentro de las naciones que la integraban. 

### Levantamiento
El 26 de marzo de 1839, el mexicano Coronel Vicente Domínguez ataca a doscientos federales salvadoreños que estaban al mando del coronel José María Gutiérrez Osejo, en la localidad de Jaitique. seguidamente a la revuelta de Domínguez, el coronel Ramón Guzmán ordená a las tropas asaltar el puerto de Trujillo, acto seguido las tropas nacionales al mando de Francisco Ferrera siendo Comandante de Armas de Yoro, los venciera en Tercales, seguidamente Domínguez se reagrupó y volvió a atacar Sonaguera, lugar donde fue nuevamente vencido. Por su parte, Ramón Guzmán avanzó hasta la Fortaleza de San Fernando, pero también fue derrotado y detenidos ambos revolucionarios, acto seguido enjuiciados por un Tribunal Militar y condenados, siendo ejecutados mediante fusilamiento; a Ramón Guzmán el 13 de septiembre de 1839 en Omoa y a Vicente Domínguez el 14 de septiembre de 1839 en Comayagua. Concluyendo así definitivamente la guerra en el país.
Francisco Milla Guevara, convocó a elecciones para jefe de Estado en el mes de diciembre de 1832, en la VII Legislatura hondureña se declaró vencedor a Joaquín Rivera Bragas y como vicejefe de Estado el coronel Francisco Ferrera.